# Lofoty

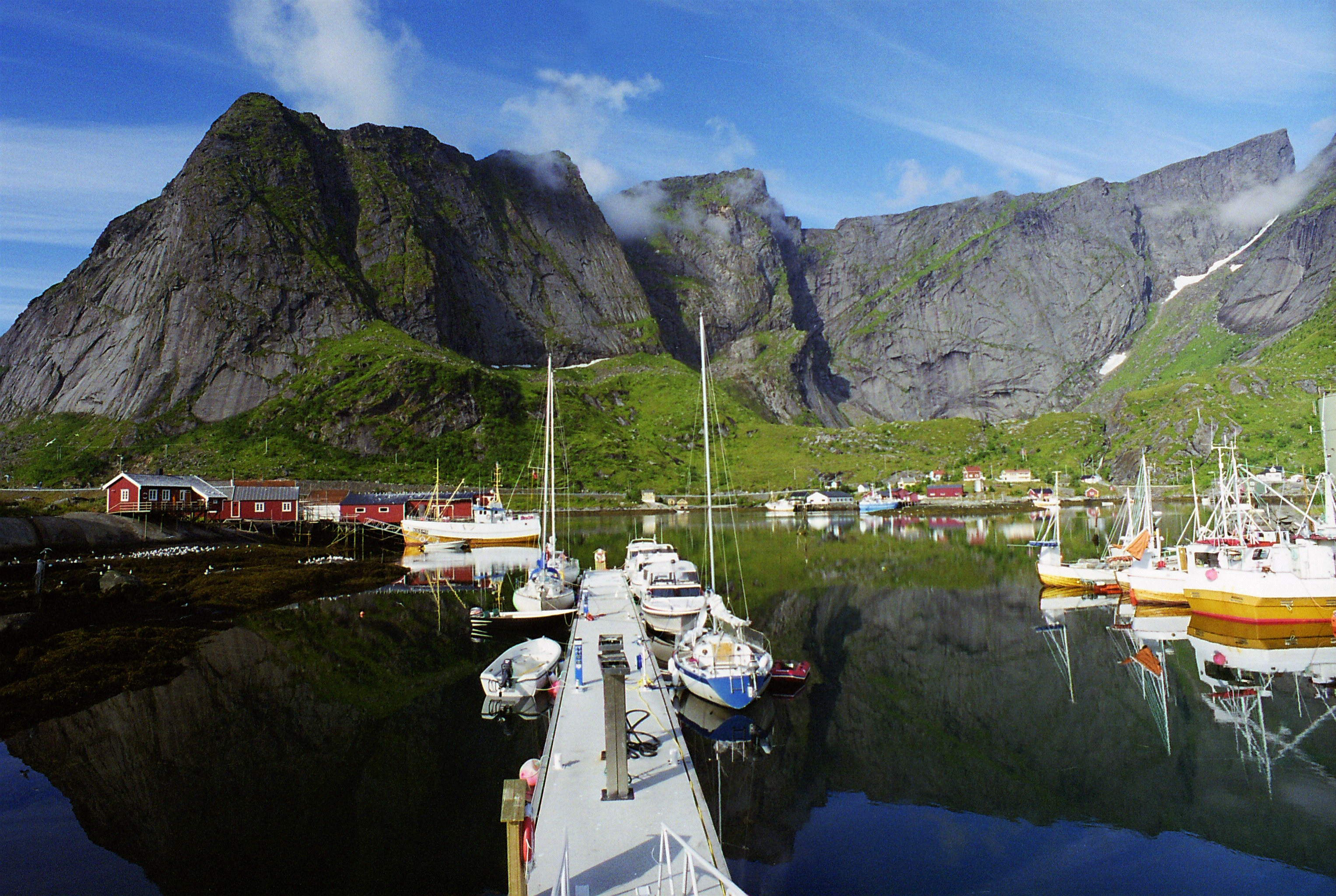
Przystań w miejscowości Reine – Lofoty, Norwegia

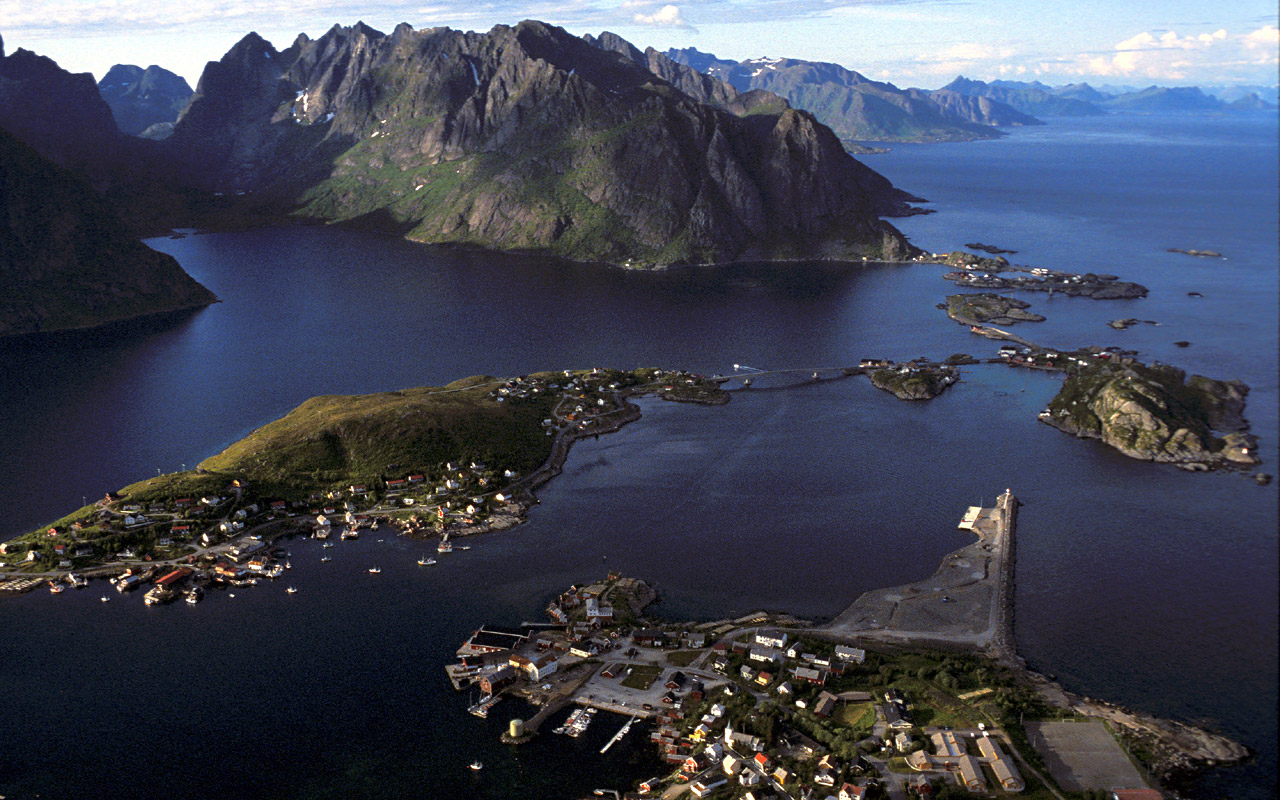
Reine z wierzchołka Reinebringen

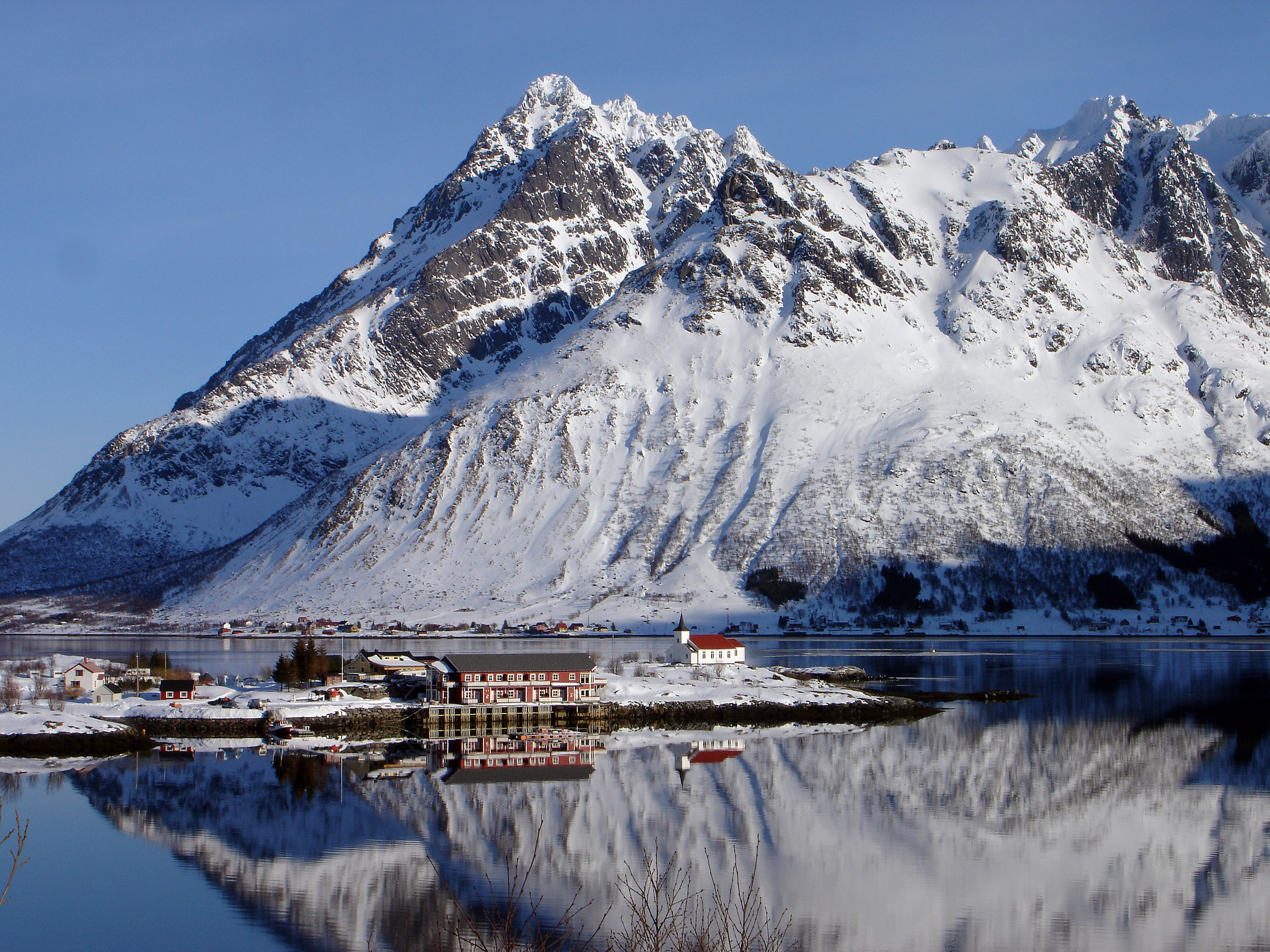
Higravstinden – najwyższy szczyt Lofotów

Lofoty (norw. Lofoten) – archipelag na Morzu Norweskim u północno-zachodnich wybrzeży Norwegii, ciągnący się na długości 112 km od maleńkiej wysepki Røst na południu po wąską cieśninę Raftsundet, oddzielającą go od archipelagu Vesterålen. Od stałego lądu oddzielony cieśniną Vestfjorden.

## Charakterystyka
Górzyste ukształtowanie powierzchni (maks. wysokość 1146 m n.p.m.), linia brzegowa silnie rozwinięta. Klimat umiarkowany chłodny, wybitnie morski; łagodzący wpływ Prądu Zatokowego. Średnia temperatura stycznia i lutego –1 °C, lipca i sierpnia +12 °C. Od 27 maja do 17 lipca panuje tu dzień polarny i słońce nawet na chwilę nie kryje się za horyzontem. Zimą zdarzają się silne sztormy. Wokół wysp występuje zjawisko wiru wodnego, tzw. Malstrom.
Archipelag jest zbudowany ze skał pochodzenia wulkanicznego i metamorficznego, których wiek ocenia się na 3 miliardy lat (jedne z najstarszych na świecie). Skalne masywy, wystające z morza, mają strome, wysokie na kilkaset metrów ściany, ostro zarysowane wierzchołki i postrzępione granie. Pomiędzy nie wcinają się krótkie, wąskie i malownicze fiordy.
Łączna powierzchnia wysp 1 227 km²; największe z nich to: Austvågøy (526,7 km²), Vestvågøy (411,1 km²), Moskenesøya (185,9 km²), Flakstadøya (109,8 km²), Gimsøya (46,4 km²). Wyspy te połączone są między sobą mostami i podmorskim tunelem. Najwyższe wzniesienie – Higravstinden osiąga 1146 m n.p.m. 
Liczba mieszkańców: ok. 24,5 tys. Główna osada i port Svolvær (ok. 5 tys. mieszkańców) znajduje się na wyspie Austvågøy i uzyskała prawa miejskie w 1996. Znajduje się tu również miejscowość Å o jednej z najkrótszych nazw geograficznych na świecie.
Tradycyjnym źródłem utrzymania mieszkańców jest rybołówstwo i przetwórstwo ryb, zwłaszcza dorszy (główny okres połowowy trwa w lutym i marcu), rolnictwo (uprawa zbóż i ziemniaków, mleczarstwo), turystyka (ok. 200 tys. odwiedzających rocznie). Drewniane domy mieszkańców (rorbuer) zbudowane są na skalnych półkach lub na palach wbitych w podłoże.
Archipelag Lofoty jest spornym punktem w konflikcie pomiędzy grupami norweskich ekologów a przedstawicielami przemysłu naftowego, którzy chcą rozpocząć proces poszukiwań nowych złóż ropy na obszarze wysp. W marcu 2011 norweski rząd postanowił wstrzymać się z wydobyciem, co najmniej do czasu kolejnych wyborów parlamentarnych w 2013 roku.

## Etymologia
Lofoten (Staronordyjski: Lófót) było pierwotną nazwą wyspy Vestvågøya. Pierwsza część to „ló” (ryś) a ostatnia część pochodzi od norweskiego „fótr” (stopa), jako że wyspa swoim kształtem przypomina stopę rysia. (Stara nazwa sąsiedniej wyspy Flakstadøya to Vargfót, „stopa wilka”, od słowa oznaczającego wilka – vargr. Zobacz także Ofoten.)

## Historia
Pierwsze ślady osadnictwa sprzed około 8000 lat. Wyspy zapewniały dobre warunki do życia dzięki bogactwu zwierzyny łownej i ryb. Rolnictwo i ślady stałego osadnictwa pojawiło się około 3700 lat p.n.e. 
W średniowieczu osadnictwo wikingów. Od tego okresu datuje się również rozwój rybołówstwa na Lofotach (głównie produkcja suszonych i solonych ryb, przede wszystkim dorszy). Od XIV w. stopniowe popadanie w zależność od Norwegii.
Współczesne osadnictwo od połowy XIX wieku. W początkach XX wieku liczba ludności osiągnęła około 20 000. W czasie II wojny światowej miejsce kilku operacji brytyjskich komandosów (m.in. Operacja Claymore i Operacja Anklet). Spłonął i zatonął tam w 1940 roku polski statek „Chrobry”.